# کمپانی هند شرقی هلند
کمپانی هند شرقی هلند (به هلندی: Vereenigde Oost-Indische Compagnie - VOC) یک شرکت بازرگانی است که توسط هلند در سال ۱۶۰۲ ایجاد شده‌است. نزدیک به دو قرن یکی از ارکان قدرت سرمایه‌داری و امپریالیسم هلند تا سال ۱۷۹۹ بود. این شرکت یکی از قدرتمندترین شرکت‌های سرمایه‌داری تا کنون بوده‌است و از چند ویژگی‌های مهم این کمپانی، صدور سهام و اوراق قرضه برای نخستین مرتبه بود که همین موضوع باعث شد تا کمپانی هند شرقی هلند نخستین شرکت سهامی عام در دنیا باشد. همچنین، به عنوان یک شرکت چندملیتی در جهان شناخته شده‌است؛ و یکی از تأثیر گذارترین شرکت‌های اروپایی در قرن هفدهم بود که به بهره‌برداری از ثروت آسیا دست زد. در جبهه سیاسی، دستاوردهای کمپانی هندشرقی هلند اجازه می‌دهد تا ولایات و سرزمینها هلند را به یک امپراتوری استعماری در آسیا تا نیمه دوم سده بیستم تبدیل کند.

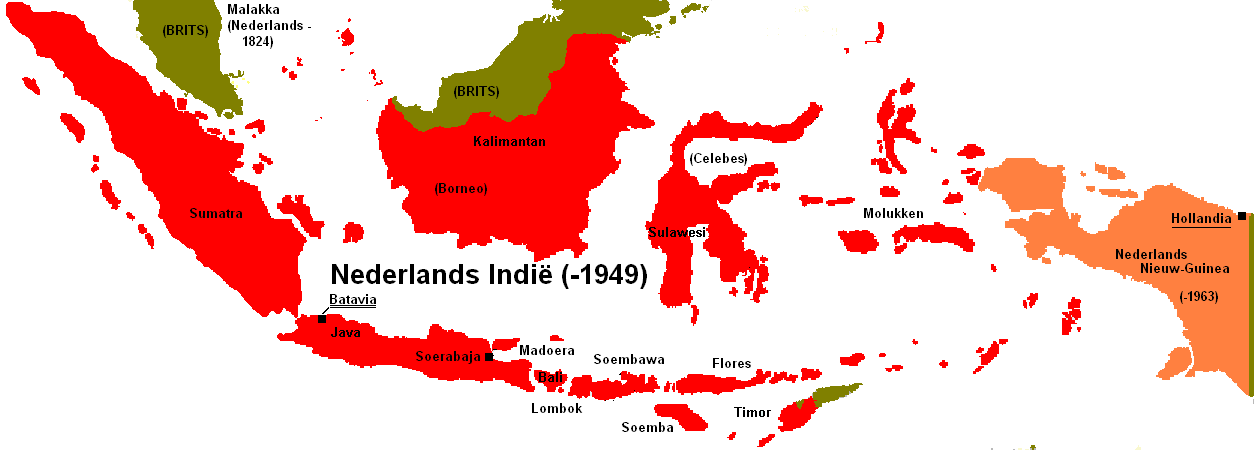
مستعمرات هلند در جنوب شرقی آسیا

## تأسیس
کمپانی هند شرقی هلند در سال ۱۶۰۲ در آمستردام توسط تاجرانِ هلند تأسیس شد. درست در زمانیکه مستعمرات اسپانیا و پرتغال دچار آشوب شده بود و بازار اروپا دچار کمبود مواد شده بود، هلند تصمیم گرفت برای برطرف کردن نیازهای خود از جمله ادویه‌جات و شکر مستقل عمل کند.

## توسعه و انحصار
کمپانی هند شرقی هلند به مدت بیست و یک سال انحصار تجارت بین دماغه امید نیک در آفریقای جنوبی و تنگه ماژلان در آمریکای جنوبی بدون رقیب در دست داشت؛ و اقتدار خود را با ساخت قلعه‌ها، نمایان می‌کرد. در آن موقع جنگ سختی میان بریتانیا و فرانسه درگرفت که هلند از موقعیت استفاده کرده و نفوذ خود را در جاوه اندونزی و مالزی نیز بیش‌تر کرد.
هلندی‌ها به نفوذ بیش‌تر به سمت شرق ادامه دادند و آنها شروع به ساخت مستعمراتی در مالاکا در سال ۱۶۴۱ میلادی، و همچنین پایگاهی نظامی تجاری در و ساحل مالابار هند در سال ۱۶۶۱ میلادی و شروع به ارسال بازرگانان در شمال آبخوست بورنئو در ۱۶۶۵ میلادی نمودند و امتیاز تجارت عبور از طریق تنگه هرمز و بندر عباس را در خلیج فارس به دست آوردند.

## افول
در پایان قرن هفدهم قدرت کمپانی هلند شروع به زوال نهاد، هلند برای رقابت با بریتانیا و فرانسه مجبور به افزایش هزینه‌های نظامی شد و از طرفی سوء مدیریت این دو عواملی بودند که باعث ایجاد شورش‌های مکرر بومیان در مستعمرات شد.
در سال (۱۷۸۰–۱۷۸۴)، جنگی میان انگلیس و هلند درگرفت که باعث اشغال موقت هلند شد؛ و در سال ۱۷۹۸ شرکت را به دلیل زیان و ضرری که از جنگ دید منحل نمودند.